# Каваниси (Ямагата)
Каваниси (яп. 川西町 Каваниси-мати) — посёлок в Японии, находящийся в уезде Хигасиокитама префектуры Ямагата. Площадь посёлка составляет 166,46 км², население — 16 198 человек (1 августа 2014), плотность населения — 97,31 чел./км².

## Географическое положение
Посёлок расположен на острове Хонсю в префектуре Ямагата региона Тохоку. С ним граничат города Йонедзава, Нагаи, Нанъё и посёлки Такахата, Ииде.

## Население
Население посёлка составляет 16 198 человек (1 августа 2014), а плотность — 97,31 чел./км². Изменение численности населения с 1980 по 2005 годы:
| 1980 | 22 423 чел. |  |
| 1985 | 22 205 чел. |  |
| 1990 | 21 548 чел. |  |
| 1995 | 20 764 чел. |  |
| 2000 | 19 688 чел. |  |
| 2005 | 18 769 чел. |  |

## Символика
Деревом посёлка считается сосна, цветком — георгина.